# Leucoma aurifrons
Leucoma aurifrons är en fjärilsart som beskrevs av Heinrich Benno Möschler 1887. Leucoma aurifrons ingår i släktet Leucoma och familjen tofsspinnare. Inga underarter finns listade i Catalogue of Life.